# 第18期女流王将戦
第18期女流王将戦（だい18きじょりゅうおうしょうせん）は、1996年度（1995年月日 - 1996年7月1日）の女流王将戦である。今期から五番勝負に変更された。女流王将戦五番勝負は、中井広恵女流王将と挑戦者の清水市代女流三冠によって行われた。第1局は女流棋戦としては史上初の海外対局として、アメリカ合衆国ジョージア州アトランタで行われた。
五番勝負に勝った清水が女流名人・女流王位・倉敷藤花と合わせて女流四冠独占を達成。

## 女流王将戦五番勝負
| 対局者           | 第1局          | 第2局          | 第3局          | 第4局          | 第5局          |              |
| 対局者           | 1996年 5月 8日 | 1996年 5月27日 | 1996年 6月10日 | 1996年 6月20日 | 1996年 7月 1日 |              |
| ---------------- | -------------- | -------------- | -------------- | -------------- | -------------- | ------------ |
| 中井広恵女流王将 | ●              | ○              | ○              | ●              | ●              |              |
| 清水市代女流三冠 | ○              | ●              | ●              | ○              | ○              | 女流王将獲得 |

※第1局はアメリカ合衆国・ジョージア州アトランタ「中藤」での対局。